# AMR Corporation

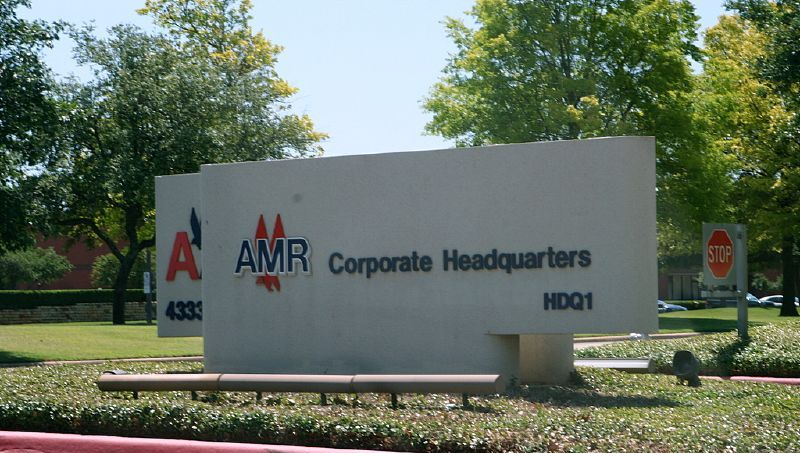
The sign of the headquarters of AMR Corporation and American Airlines

AMR Corporation (OTCQB: AAMRQ) fue una empresa dedicada a la aviación comercial y una compañía holding de aerolíneas con sede en Fort Worth, Texas, conocida por ser la compañía matriz de American Airlines . La compañía también es propietaria de AMR Eagle Holdings Corporation, que opera la aerolínea regional American Eagle Airlines y Executive Airlines . El Chairman, Presidente y CEO de AA y AMR es Thomas W. Horton. La compañía se declaró en Capítulo 11 de la ley estadounidense de quiebras en noviembre de 2011.